# Giro del Lussemburgo 1978
Il Giro del Lussemburgo 1978, quarantaduesima edizione della corsa, si svolse dall'8 all'11 giugno su un percorso di 726 km ripartiti in 4 tappe (la quarta suddivisa in due semitappe), con partenza a Esch-sur-Alzette e arrivo a Diekirch. Fu vinto dal belga Ludo Peeters della Ijsboerke-Gios davanti al suo connazionale Wilfried Wesemael e all'olandese Gerben Karstens.

## Tappe
| Tappa  | Data      | Percorso                            | km  | Vincitore di tappa  | Leader cl. generale |
| ------ | --------- | ----------------------------------- | --- | ------------------- | ------------------- |
| 1ª     | 8 giugno  | Esch-sur-Alzette > Esch-sur-Alzette | 124 | Ferdi Van den Haute | Ferdi Van den Haute |
| 2ª     | 9 giugno  | Esch-sur-Alzette > Bettembourg      | 191 | Szachid Zagretdinov | Szachid Zagretdinov |
| 3ª     | 10 giugno | Bettembourg > Echternach            | 177 | Jean Chassang       | Szachid Zagretdinov |
| 4ª-1ª  | 11 giugno | Echternach > Neuerburg              | 85  | Bert Scheuneman     | Ludo Peeters        |
| 4ª-2ª  | 11 giugno | Neuerburg > Diekirch                | 149 | Ferdi Van den Haute | Ludo Peeters        |
| Totale | Totale    | Totale                              | 726 |                     |                     |

## Dettagli delle tappe

### 1ª tappa
- 8 giugno: Esch-sur-Alzette > Esch-sur-Alzette – 124 km

| Pos. | Corridore           | Squadra           | Tempo    |
| ---- | ------------------- | ----------------- | -------- |
| 1    | Ferdi Van den Haute | Marc Zeepcentrale | 3h32'10" |
| 2    | Andre Gevers        | TI-Raleigh        | s.t.     |
| 3    | Yvon Bertin         | Renault           | a 3"     |

| Pos. | Corridore           | Squadra           | Tempo    |
| ---- | ------------------- | ----------------- | -------- |
| 1    | Ferdi Van den Haute | Marc Zeepcentrale | 3h32'10" |
| 2    | Andre Gevers        | TI-Raleigh        | s.t.     |
| 3    | Yvon Bertin         | Renault           | a 3"     |

### 2ª tappa
- 9 giugno: Esch-sur-Alzette > Bettembourg – 191 km

| Pos. | Corridore           | Squadra    | Tempo    |
| ---- | ------------------- | ---------- | -------- |
| 1    | Szachid Zagretdinov |            | 5h05'40" |
| 2    | Jacques Bossis      | Renault    | s.t.     |
| 3    | Gerben Karstens     | TI-Raleigh | s.t.     |

| Pos. | Corridore           | Squadra    | Tempo    |
| ---- | ------------------- | ---------- | -------- |
| 1    | Szachid Zagretdinov |            | 8h37'53" |
| 2    | Gerben Karstens     | TI-Raleigh | s.t.     |
| 3    | Jacques Bossis      | Renault    | s.t.     |

### 3ª tappa
- 10 giugno: Bettembourg > Echternach – 177 km

| Pos. | Corridore         | Squadra    | Tempo    |
| ---- | ----------------- | ---------- | -------- |
| 1    | Jean Chassang     | Renault    | 4h30'48" |
| 2    | Fons De Bal       | Ijsboerke  | a 6"     |
| 3    | Wilfried Wesemael | TI-Raleigh | s.t.     |

| Pos. | Corridore           | Squadra    | Tempo     |
| ---- | ------------------- | ---------- | --------- |
| 1    | Szachid Zagretdinov |            | 13h08'47" |
| 2    | Gerben Karstens     | TI-Raleigh | s.t.      |
| 3    | Jacques Bossis      | Renault    | s.t.      |

### 4ª tappa - 1ª semitappa
- 11 giugno: Echternach > Neuerburg – 85 km

| Pos. | Corridore         | Squadra     | Tempo    |
| ---- | ----------------- | ----------- | -------- |
| 1    | Bert Scheuneman   | Bode deuren | 2h16'53" |
| 2    | Wilfried Wesemael | TI-Raleigh  | s.t.     |
| 3    | Dietrich Thurau   | Ijsboerke   | s.t.     |

| Pos. | Corridore         | Squadra    | Tempo     |
| ---- | ----------------- | ---------- | --------- |
| 1    | Ludo Peeters      | Ijsboerke  | 15h25'40" |
| 2    | Wilfried Wesemael | TI-Raleigh | a 1'06"   |
| 3    | Gerben Karstens   | TI-Raleigh | a 1'13"   |

### 4ª tappa - 2ª semitappa
- 11 giugno: Neuerburg > Diekirch – 149 km

| Pos. | Corridore           | Squadra           | Tempo    |
| ---- | ------------------- | ----------------- | -------- |
| 1    | Ferdi Van den Haute | Marc Zeepcentrale | 4h03'45" |
| 2    | Willy Teirlinck     | Renault           | s.t.     |
| 3    | Fons De Bal         | Ijsboerke         | s.t.     |

| Pos. | Corridore         | Squadra    | Tempo     |
| ---- | ----------------- | ---------- | --------- |
| 1    | Ludo Peeters      | Ijsboerke  | 19h29'25" |
| 2    | Wilfried Wesemael | TI-Raleigh | a 1'06"   |
| 3    | Gerben Karstens   | TI-Raleigh | a 1'13"   |

## Classifiche finali

### Classifica generale
| Pos. | Corridore           | Squadra                   | Tempo     |
| ---- | ------------------- | ------------------------- | --------- |
| 1    | Ludo Peeters        | Ijsboerke-Gios            | 19h29'25" |
| 2    | Wilfried Wesemael   | Ti-Raleigh-Mc Gregor      | a 1'06"   |
| 3    | Gerben Karstens     | Ti-Raleigh-Mc Gregor      | a 1'13"   |
| 4    | Szachid Zagretdinov |                           | s.t.      |
| 5    | Jacques Bossis      | Renault-Gitane            | s.t.      |
| 6    | Pol Verschuere      | Flandria-Velda-Lano       | s.t.      |
| 7    | Jos Schipper        | Marc Zeepcentrale-Superia | s.t.      |
| 8    | Jean Chassang       | Renault-Gitane            | a 2'13"   |
| 9    | Ferdi Van den Haute | Marc Zeepcentrale-Superia | a 2'16"   |
| 10   | Yvon Bertin         | Renault-Gitane            | a 2'19"   |